# Адриана Андреева
Адриана Маринова Андреева е българска актриса. Известна е с изявите си в Народния театър „Иван Вазов“ от 1964 до 1992 г., както и с озвучаването на филми и сериали.

## Биография
Родена е на 25 май 1939 г. в София. Внучка е на Димо Ничев.
През 1962 г. завършва ВИТИЗ „Кръстю Сарафов“ в класа на проф. Елка Михайлова.

## Актьорска кариера
Дебютира с ролята си на Виола в „Дванайсета нощ“ във Видинския драматичен театър, по-късно на Тошка от „Татул“ от Георги Караславов.
От 1964 до 1992 г. играе в Народния театър „Иван Вазов“. Десет години преди да се пенсионира, тя бива уволнена.
През кариерата си в театъра е работила с режисьорите Кръстьо Мирски, Енчо Халачев, Младен Киселов, Крикор Азарян, Борис Захава, Клифърд Уилямс, Арса Йованович и др., както и с актьорите Стефан Гецов, Апостол Карамитев и др.
Играе и в „Госпожа Стихийно бедствие“, където си партнира със Стоянка Мутафова.

## Кариера на озвучаваща актриса
От 60-те години до около 2018 г. се занимава с озвучаване на филми и сериали, измежду които „Синьо лято“ (дублаж на БТ), „Малка къща в прерията“, „Улица Сезам“, „Бар Наздраве“ (дублаж на студио Доли), „Птиците умират сами“, „Смешно отделение“, „Дързост и красота“, „Далас“, „Богат, беден“, „Франклин“ (дублаж на студио Доли), „Жега в Кливланд“, „Живите мъртви“ (до средата на шести сезон) и други. Един от последните ѝ озвучени филми е „Тайната на Коко“ за Доли Медия Студио, където озвучава Коко, а песните й са изпълнени от Василка Сугарева.
Озвучава за дублажните студия „Александра Аудио“, „Видеокъща Диема“, „Мулти Видео Център“, „Мависта Студио“, „Доли Медия Студио“, „Андарта Студио“ и др. През кариерата си в дублажа е работила с режисьорите Иван Атанасов, Константин Варадинов, Надя Карлуковска, Лилия Константинова, Мария Николова, Добромир Чочов, Цветана Янакиева, Димитър Караджов, Рута Киселова-Евстатиева, Людмила Кръстева, Елка Йовкова, Елена Попова, Мария Попова, Кирил Бояджиев, Даниела Горанова, Тамара Войс, Живка Донева и други.
През 2017 г. ѝ е връчена наградата „Дубларт“ за цялостен принос.

## Театрални роли
- Дафинка в „Свекърва“,
- Боряна в „Боряна“,
- Санка в „Чифликът край границата“,
- Милица в „Сборен пункт“,
- Неда в „Последен срок“.

## Филмография
- „Животът си тече тихо...“ (1957)
- „Последният рунд“ (1961) – Ваня
- „Чертичката“ (1972) – Жената
- „Талисман“ (1978)
- „Морава звезда кървава“ (1981)
- „Човек не съм убивал“ (1983)
- „Тази кръв трябваше да се пролее“ (1985) – Стаменова
- „Кучето и влюбените“ (1986) – Майката
- „Баща“ (1989)
- „Селцето“ (1990) – Перса
- „Пльонтек“ (1991) – Главната лекарка
- „Каталии“ (2001) – Яна
- „Смисълът на живота“ (2004)
- „Маймуни през зимата“ (2006) – Леля Зина

## Смърт
Адриана Андреева умира на 83 години на 28 декември 2022 г.